# Leonid Samutin
Leonid Aleksandrowicz Samutin, ros. Леонид Александрович Самутин (ur. w 1915 w guberni wołogdzkiej w Rosji, zm. w 1987 w ZSRR) – radziecki geolog, fizyk i geofizyk, wykładowca akademicki, członek Wojskowego Związku Rosyjskich Nacjonalistów, oficer jednostki wojskowej Druschina Verband, a następnie batalionu gwardyjskiego ROA, redaktor pisma "Na dalniem postu" podczas II wojny światowej, więzień stalinowski, pisarz.

## Życiorys
Ukończył szkołę w Tule. W 1929 r. jego ojciec został aresztowany. Pomimo wyjścia na wolność, rodzina była zmuszona przenieść się do Akmolinska, a następnie do Ufy. W 1937 r. L. A. Samutin ukończył studia na wydziale geologicznym Kazańskiego Instytutu Pedagogicznego, po czym uczył w szkole średniej w Ufie. Następnie został wykładowcą geofizyki i astronomii w Ufimskim Instytucie Pedagogicznym. W 1940 r. został zmobilizowany do Armii Czerwonej. Przeszedł kursy dowódcze, po czym w kwietniu 1941 r. objął dowodzenie kompanią. 
Jesienią tego roku dostał się pod Witebskiem do niewoli niemieckiej. Został osadzony w obozie przejściowym pod Lepielem, a następnie trafił do obozu jenieckiego w Suwałkach. Na początku 1942 r. podjął kolaborację z Niemcami. Został członkiem Wojskowego Związku Rosyjskich Nacjonalistów kierowanego przez ppłk. Władimira W. Gila-Rodionowa. Następnie wstąpił do nowo formowanej jednostki wojskowej pod nazwą Druschina Verband, w której objął dowództwo plutonu w kompanii oficerskiej. Został zastępcą dowódcy oddziału propagandy jednostki. Formacja pełniła służbę ochronną w rejonie okupowanego Smoleńska. W 1943 r., po zdezerterowaniu do partyzantów części żołnierzy 1 Rosyjskiej Brygady Narodowej SS i rozwiązaniu jej, L. A. Samutin został przeniesiony do batalionu gwardyjskiego ROA, stacjonującego pod Pskowem. Stanął na czele oddziału propagandy. Następnie został oddelegowany do szkoły propagandystów ROA w Dabendorfie pod Berlinem, gdzie zaczął redagować pismo "Na dalniem postu", przeznaczone dla żołnierzy Ostbatalionów w okupowanej Danii. 
Po zakończeniu wojny przebywał nielegalnie w Danii. Próbował przedostać się do Szwecji, ale został schwytany, uwięziony na krótko w Sztokholmie, a następnie odesłany do Danii. Przekazano go władzom brytyjskim, które w czerwcu 1946 r. przekazały go Sowietom. Po procesie został skazany na karę 10 lat łagru. Odbywał ją na Workucie na budowie linii kolejowej. Po odmowie zostania agentem wysłano go bardziej na północ, gdzie przebywał do 1949. Następnie powrócił na Workutę, pracując odtąd w kancelarii obozu. W 1955 r. wyszedł na wolność. Do 1970 r. pracował jako kierownik laboratorium fizycznego w Peczorze. Uczył też przez pewien czas studentów w miejscowej filii politechniki leningradzkiej. W 1967 r. spotkał Aleksandra I. Sołżenicyna, któremu przekazał informacje o historii ruchu własowskiego podczas II wojny światowej i życiu w łagrach workuckich. Znalazły się one później w książce "Archipelag GUŁAG". W 1970 r. Leonid A. Samutin zamieszkał w Leningradzie. Przechowywał w swojej daczy rękopis "Archipelagu GUŁAG", który w 1973 r. został zmuszony oddać KGB. W latach 70. napisał wspomnienia z okresu wojny pt. "Ja był własowcem", a także książkę dotyczącą znajomości z A. I. Sołżenicynem pt. "Ne sotwori kumira". Rękopis tej ostatniej książki przejęło KGB, nadając jej propagandowy wydźwięk, a jednocześnie negatywny w stosunku do A. I. Sołżenicyna. W rezultacie w takim kształcie nie została ona opublikowana. Dopiero w 1990 w pierwotnym wariancie znalazła się w czasopiśmie "Wojenno-istoriczeskij żurnał".